# Ballhaus Ost
Das Ballhaus Ost e. V. ist eine Produktions- und Spielstätte für freie Theater- und Kunstprojekte im Berliner Ortsteil Prenzlauer Berg. Sie ist in der 1907 erbauten ehemaligen Feier- und Versammlungshalle der Freireligiösen Gemeinde zu Berlin in der Pappelallee beheimatet.

## Geschichte

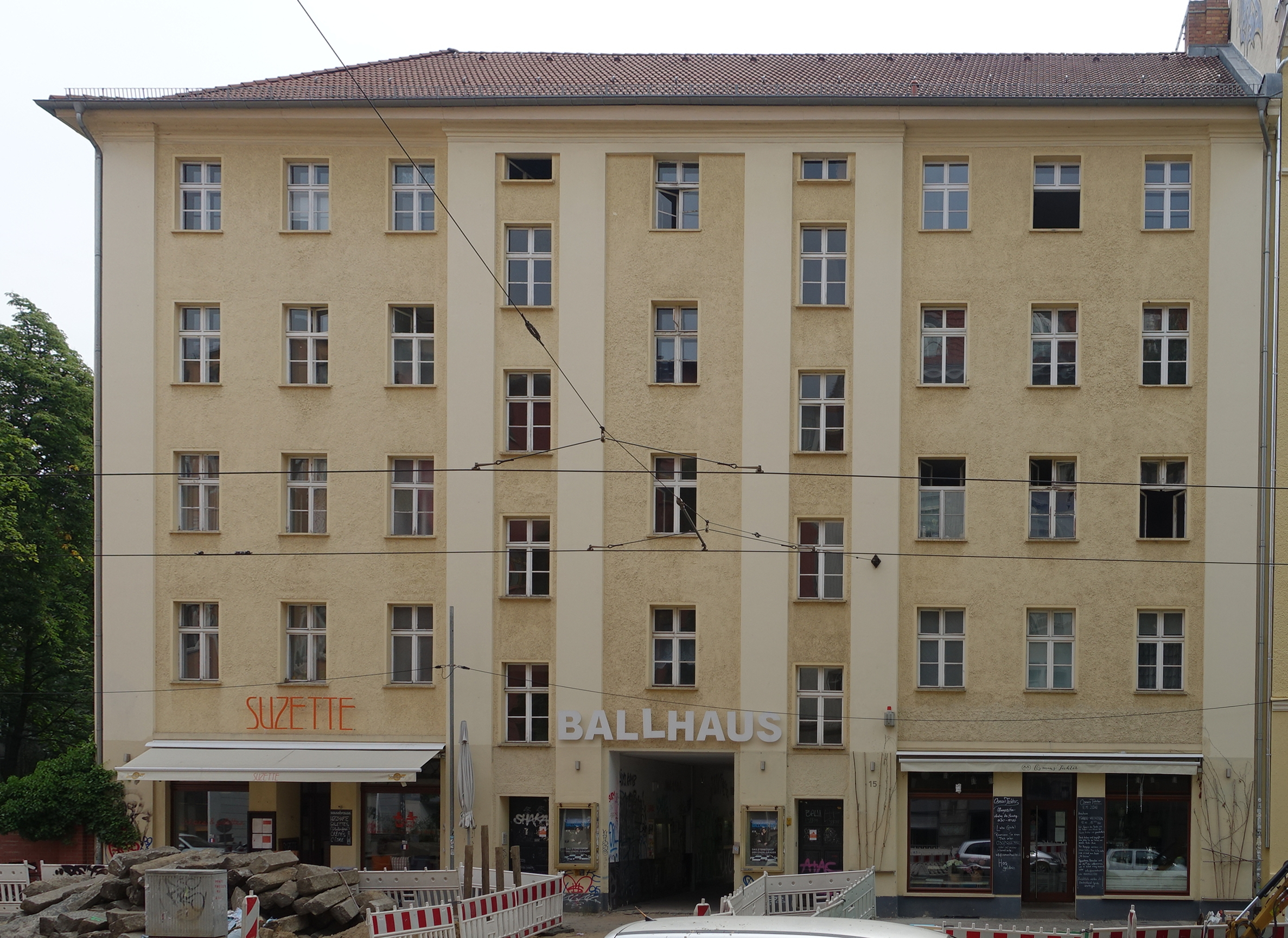
Ballhaus Ost

Eine Gruppe von Personen aus bildender Kunst, Tanz, Schauspiel, dem Theater, Bühnenbild und der  Musik sowie aus der Wissenschaft arbeitet seit dem 16. Februar 2006 gemeinsam am Programm des Hauses. Die demokratischen Grundprinzipien in Struktur und Organisation wirken sich auf alle inhaltlichen Entscheidungen aus. Gegründet wurde das Ballhaus Ost von Uwe Moritz Eichler, Philipp Reuter und Anne Tismer.
Seit dem Jahr 2011 sind die Künstler dem Regisseur und Dramaturgen Daniel Schrader sowie der Performerin und Kuratorin Tina Pfurr unterstellt. Alle zusammen bestimmen sie Programmplanung und Spielplangestaltung. Unterstützt wird die Arbeit im Bereich Programm und Öffentlichkeitsarbeit von Anne Brammen. Die technische Abteilung leitet Björn Stegmann und wird von den Kollegen der Technik Fabian Eichner, Maik Büttner und Bernd Krieger unterstützt.
Im Dezember 2014 fand die 7. GAT – Grüße Aus Tätowierungen, eine jährliche Bilder-Ausstellung der tätowierbaren Künste, im Ballhaus Ost statt.

## Spielplan
Das Ballhaus Ost ist ein Haus, das allen Disziplinen der Künste, allen ihren Formen, Gruppen, Fragen, Forschern, Genres und Gattungen, Typen, Sub- und Antitypen gleichermaßen offen ist. Es gab und gibt Ausstellungen, Partys, Theatervorstellungen, Performances, Konzerte, Filmvorführung, Tanz, Vorträge, Lesungen und Festivals.
Die über hundert Veranstaltungen im Jahr bestehen zur Hälfte aus Eigenproduktionen. National und international bekannte Künstler treten in Gastspielen und verschiedenen Festivals hier auf. Namhafte Gruppen oder Einzelpersonen wie Das Helmi, Anne Tismer, Kollektiv GUTESTUN und Lubricat präsentieren ihre Arbeiten und bieten dabei auch jungen noch unentdeckten Talenten Gelegenheiten zum Auftritt.

## Künstler (Auswahl)
Das Helmi,
Institutet,
Nya Rampen,
vorschlag:hammer,
monochrom,
Cora Frost,
Lubricat,
Christian Weise, Mikko Roiha, SIGNA, Christoph Winkler, gutestun Kollektiv (Anne Tismer + Rahel Savoldelli)